# 별난땅딸이도마뱀붙이
별난땅딸이도마뱀붙이(fantastic least gecko)는 카리브해 지역, 도미니카 연방, 몬트세랫, 과들루프 군도에 서식하는 도마뱀붙이류의 일종이다. 아종 아홉 개가 기술되었으며, 각각의 서식 범위는 굉장히 협소하고, 체색과 형태적 특성이 다양하다.
도미니카에선 아종 S. fantasticus fuga 의 서식범위는 서해안에 그친다(Malhotra, Thorpe 1999). 최근에 이 땅딸이도마뱀붙이류가 과들루프의 한 개체군과 유전적으로 비슷하다는 것이 발견되었는데, 어쩌면 이 녀석들은 도미니카섬에서 비교적 최근에 건너온 것일지도 모른다(Malhotra, Thorpe 1999; Thorpe 외. 2008).

## 아종
- Sphaerodactylus fantasticus fantasticus A.M.C. Duméril & Bibron, 1836
- Sphaerodactylus fantasticus anidrotus Thomas, 1965
- Sphaerodactylus fantasticus fuga Thomas, 1965
- Sphaerodactylus fantasticus hippomanes Thomas, 1965
- Sphaerodactylus fantasticus karukera Thomas, 1965
- Sphaerodactylus fantasticus ligniservulus King, 1962
- Sphaerodactylus fantasticus orescius Thomas, 1965
- Sphaerodactylus fantasticus phyzacinus Thomas, 1965
- Sphaerodactylus fantasticus tartaropylorus Thomas, 1965[2]